# عنصر إنشائي

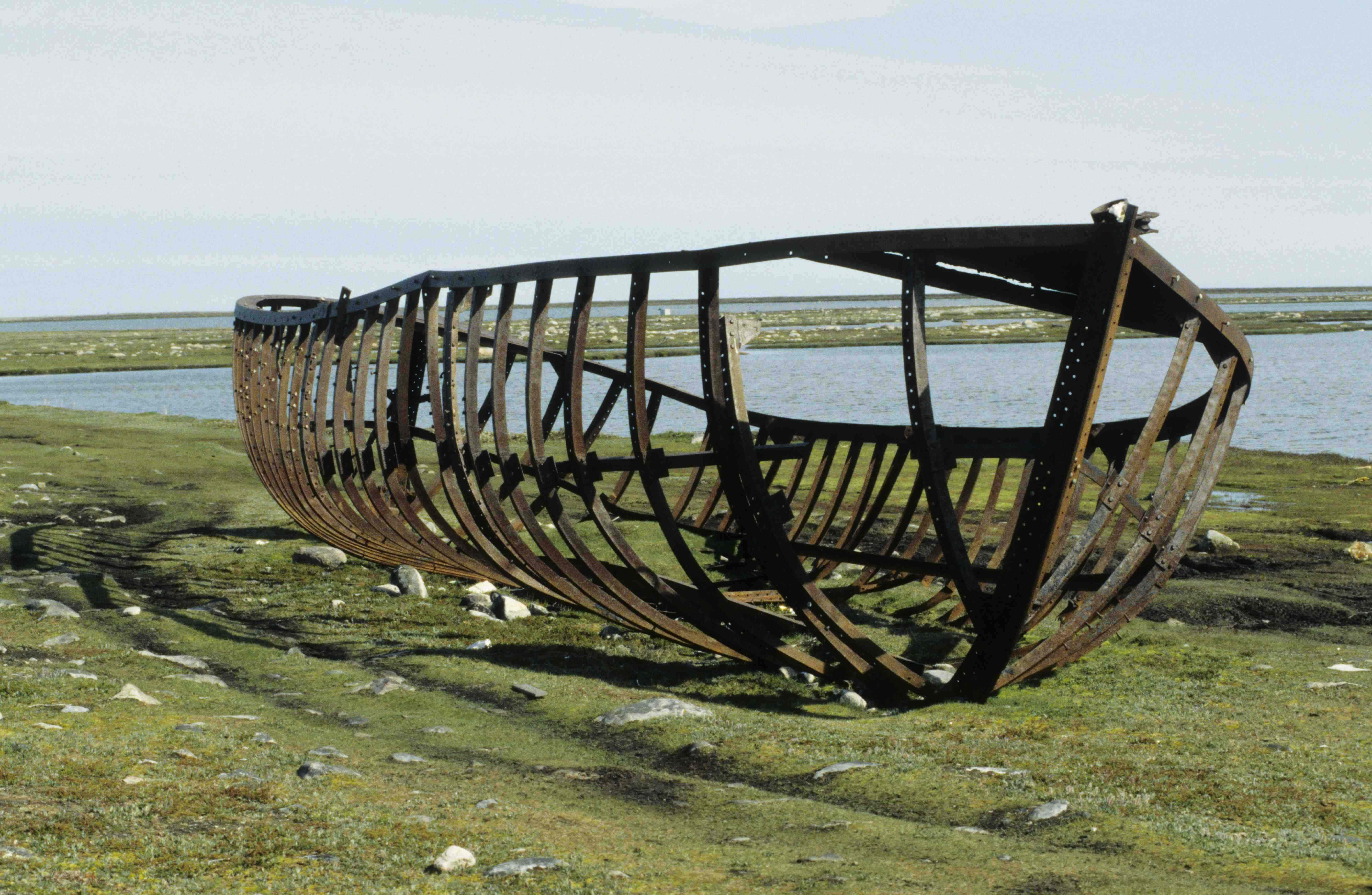

تستخدم العناصر الإنشائية في التحليل الإنشائي لتقسيم المنشأ المعقد إلي عدد من العناصر البسيطة. لا يمكن تبسيط العنصر إلي أجزاء من أنواع مختلفه (مثل كمرة أو عمود).
العناصر الإنشائية يمكن أن تكون عناصر خطية أو مسطحات أو أحجام.

## العناصر الإنشائية الخطية
- قضيب - حمل محوري.
- كمرة - حمل محوري وحمل انحناء.
- دعامات - حمل ضغط.
- شداد ،كبل،سلك حديدي - حمل شد.

## العناصر الإنشائية السطحية
- غشاء - حمل في المستوي فقط.
- هيكل قشري خفيف - حمل في المستوى وعزم انحناء.
- بلاطة خرسانية.
- جدار القص - حمل قص فقط.

## العناصر الإنشائية الحجمية
- حمل محوري، حمل قص، وحمل انحناء في الثلاث اتجاهات.